# Кондротас, Юозас Норбертович
Юозас Норбертович Кондротас (род. 1918 год, деревня Слабодос) — председатель колхоза «Ленино келю» Укмергского района Литовской ССР. Герой Социалистического Труда (1971). Депутат Верховного Совета СССР 5-го созыва.
Родился в 1918 году в крестьянской семье в деревне Слабодос (сегодня — Пренайский район). Участвовал в Великой Отечественной войне, которую закончил в звании младшего лейтенанта.
В послевоенные годы избран председателем колхоза «Ленино келю» Укмергского района. По итогам Восьмой пятилетки (1966—1970) вывел колхоз в число передовых сельскохозяйственных предприятий Литовской ССР. 8 апреля 1971 года Указом Президиума Верховного Совета СССР удостоен звания Героя Социалистического Труда «за выдающиеся успехи, достигнутые в развитии сельскохозяйственного производства и выполнении пятилетнего плана продажи государству продуктов земледелия и животноводства» с вручением ордена Ленина и золотой медали Серп и Молот.
Избирался депутатом Верховного Совета СССР 5-го созыва (1958—1962) и делегатом XXIII съезда КПСС.
Награды и звания
- Герой Социалистического Труда
- Орден Ленина
- Орден Отечественной войны 2 степени (06.04.1985)